# Kansas City Royals

Cap Logo

Kansas City Royals is een Amerikaanse honkbalclub uit Kansas City, Missouri. De club werd in 1969 opgericht.
De Royals spelen hun wedstrijden in de Major League Baseball. De club komt uit in de Central Division van de American League. Het stadion van de Royals heet Kauffman Stadium. De club won tweemaal de World Series: in 1985 en in 2015. Naast het stadion van de Royals staat het stadion van Americanfootballclub Kansas City Chiefs.

## Erelijst
- Winnaar World Series (2×): 1985, 2015
- Runners-up World Series (2×): 1980, 2014
- Winnaar American League (4×): 1980, 1985, 2014, 2015
- Winnaar American League Central (1×): 2015
- Winnaar American League West (6×): 1976, 1977, 1978, 1980, 1984, 1985
- Winnaar American League Wild Card (1×): 2014
- American League Wild Card Game (sinds 2012) (1×): 2014